# Падневко
Падневко (пол. Padniewko, нім. Lindeneck) — село в Польщі, у гміні Моґільно Моґіленського повіту Куявсько-Поморського воєводства.
Населення — 437 осіб (2011).
У 1975-1998 роках село належало до Бидгощського воєводства.

## Демографія
Демографічна структура станом на 31 березня 2011 року:
|          | Загалом | Допрацездатний вік | Працездатний вік | Постпрацездатний вік |
| -------- | ------- | ------------------ | ---------------- | -------------------- |
| Чоловіки | 214     | 50                 | 147              | 17                   |
| Жінки    | 223     | 49                 | 134              | 40                   |
| Разом    | 437     | 99                 | 281              | 57                   |